# پیرلس (مونتانا)
پیرلس (به انگلیسی: Peerless) یک منطقهٔ مسکونی در ایالات متحده آمریکا است که در مونتانا واقع شده‌است. پیرلس ۸۶۹٫۰ متر بالاتر از سطح دریا قرار دارد.